# ماكسين فيلدمان
ماكسين فيلدمان (بالإنجليزية: Maxine Feldman)‏ هي ملحنة ومغنية مؤلفة أمريكية، ولدت في 26 ديسمبر 1945 في بروكلين في الولايات المتحدة، وتوفيت في 17 أغسطس 2007 في ألباكركي في الولايات المتحدة.